# Oregon megye
Oregon megye az Amerikai Egyesült Államokban, azon belül Missouri államban található. Megyeszékhelye Alton, legnagyobb városa Thayer. Lakosainak száma 8635 fő (2020. április 1.). Oregon megye Shannon, Carter, Ripley, Howell, Fulton, Sharp és Randolph megyékkel határos.

## Népesség
A megye népességének változása:
| Lakosok száma | 10 920 | 11 052 | 10 985 | 10 996 | 10 953 | 8635 |
|               | 2010   | 2011   | 2012   | 2013   | 2015   | 2020 |